# Monologue (음반)
《Monologue》는 김동률의 5집 정규 앨범이다.

## 개요
네 번째 앨범 발매 이후 4년 만에 발매한 정규 앨범이다. 또한 뮤직팜에서 발매한 첫 앨범이다. 음악가 나원주, 정재일, 빅마마, 정순용(마이앤트메리), 알렉스, 우에하라 히로미, 윤상 등이 참여하였다. 발매 이후 28일에는 음반판매 사이트인 한터에서 유희열의 토이 등을 제치고 실시간차트, 주간차트 1위를 석권했다.
이 앨범은 13만장이 판매되어, 2008년 상반기에 출시된 가요 음반 중 최대 판매량을 기록하였다. MKMF에서 수여하는 작사상을 받기도 했고, 2008년 골든 디스크에서는 본상을 수상하였다. 2009년에는 정규 5집 앨범이 제6회 한국대중음악상 최우수 팝 음반에 선정되기도 했다.

## 수록곡
전체 작곡: 김동률
| #   | 제목                                      | 작사   | 편곡   | 재생 시간 |
| --- | ----------------------------------------- | ------ | ------ | --------- |
| 1.  | 〈출발〉                                  | 박창학 | 김동률 | 3:55      |
| 2.  | 〈그건 말야〉                             | 김동률 | 김동률 | 3:37      |
| 3.  | 〈오래된 노래〉                           | 김동률 | 김동률 | 5:16      |
| 4.  | 〈Jump〉 (Feat. 정순용 of 마이 앤트 메리) | 김동률 | 정재일 | 4:27      |
| 5.  | 〈아이처럼〉 (Feat. 알렉스)               | 김동률 | 김동률 | 3:34      |
| 6.  | 〈The Concert〉                           | 김동률 | 정재일 | 3:48      |
| 7.  | 〈Nobody〉                                | 김동률 | 김동률 | 4:08      |
| 8.  | 〈뒷모습〉                                | 박창학 | 김동률 | 5:14      |
| 9.  | 〈다시 시작해보자〉                       | 김동률 | 김동률 | 4:14      |
| 10. | 〈Melody〉                                | 김동률 | 김동률 | 4:38      |